# Hačinčaj
Hačinčaj ili Hačen (armenski: Խաչեն, azerski: Xaçınçay, ruski: Хачынчай, Хаче́н, prije Хачинчай) je rijeka u Azerbajdžanu . Duga je 119 km. Površina porječja iznosi 657 km2. Površina porječja iznosi 3.2 m3/s. Izvire na Karabaškom visočju na visini od 1800 metara. Desna je pritoka rijeke Kure u koju se ulijeva na nadmorskoj visini od 190 metara.